# 荒井良雄 (英米文学者)
荒井 良雄（あらい よしお、1935年6月27日 - 2015年4月8日）は、日本のイギリス文学者、翻訳家。
駒澤大学名誉教授。

## 人物
1970年代前後には、NHK教育テレビの『英語講座』、文化放送ラジオ『百万人の英語』の講師としても活躍した。
学生時代から永く、シェイクスピア作品の上演に打ち込み、研究者としてイギリス文学に関する著作を発表する傍ら、シェイクスピア劇の演出や朗読も手がけた。
禅についても関心を寄せ、レジナルド・ブライスに関する研究や、英米の映画を題材にした著作、英語教科書なども発表していた。

## 経歴
映画監督荒井良平の息子として、京都市に生まれる。
京都府立嵯峨野高等学校から学習院大学文学部へ進み、1961年に文学修士を取得後、学習院大学に助手として採用され、講師、助教授、教授となる。その後、駒澤大学文学部へ移り、2005年に退職し、同年6月、同名誉教授の称を受ける。
2009年、日本とイギリスの交流に貢献した者に贈られる日英協会賞を受賞した。
2015年4月8日、口腔癌のため死去。79歳没。

## 著書
- 『シェイクスピア劇上演論』（新樹社） 1972年
- 『シネマ名言集』1 - 3（芳賀書店、映画で英語を楽しもう） 1977年 - 1982年
- 『愛の名場面、名セリフ』（英潮社、Screen library） 1978年
- 『名優名場面名セリフ』（英潮社出版、Screen library） 1980年
- 『映画と英語をご一緒に』（日本英語教育協会、ブックスフォーミリオンズシリーズ） 1982年
- 『イギリス演劇と映画』（新樹社） 1982年
- 『英語英文学と共に』（新樹社） 1984年
- 『洋画講義の実況中継『マルタの鷹』』（語学春秋社） 1986年
- 『朗読シェイクスピア全集の世界』（新樹社） 1993年
- 『英米文学映画化作品論』（新樹社） 1996年
- 『ブライス禅の世界 平和は詩心から』（北星堂書店） 2004年

### 共編著
- 『立体・イギリス文学』（野町二共著、朝日出版社） 1968年
- 『アメリカ文学への招待』（稲村松雄, 武田千枝子共編、原書房） 1972年
- 『イギリス文学案内』（野町二共著、朝日出版社、世界文学シリーズ） 1977年
  - 『イギリス文学案内 増補改訂版』（野町二, 広川治, 逢見明久共著、朝日出版社） 2002年
- 『父と映画と私』（編著、新樹社） 1981年
- 『ブロードウェイ! ブロードウェイ!』（大平和登共著、朝日新聞社） 1985年11月
- 『シェイクスピア大事典』（大場建治, 川崎淳之助共編、日本図書センター） 2002年10月
- 『R・H・ブライスの人間像 俳句と川柳に禅を求めて』（編著、北星堂書店） 2006年9月
- 『シェイクスピア劇の翻訳と演出 坪内逍遥と加藤長治』（編著、英光社） 2010年10月

## 翻訳
- 『シェイクスピアと映画』（ロジャー・マンヴェル、白水社） 1974年
- 『ワイルド悲劇全集 聖なる娼婦』（新樹社） 1975年
- 『ワイルド喜劇全集 真面目が大切』（新樹社） 1976年
- 『よみがえるジミー デニス・ストック写真集』（芳賀書店） 1980年4月
- 『サロメと名言集』（オスカー・ワイルド、川崎淳之助共編訳、新樹社） 1989年10月